# Students for Liberty
Students for Liberty är en klassiskt liberal studentorganisation med säte i Washington.
Organisationen grundades 2008 som en frihetlig studiecirkel vid Columbia University men spred sig snabbt till andra universitet.
SFL har sedan dess etablerat sig i 6 världsdelar och hade 98 000 programdeltagare globalt år 2019. I Sverige har organisationen en lokal förening vid namn Swedish Students for Liberty. Därutöver är FMSF medlemsorganisationer i den europeiska paraplyorganisationen European Students for Liberty som grundades 2011.
SFL har under 2010-talet mottagit stora donationer från Koch Family Foundation vilket orsakat en del kontroverser och konspirationsteorier.